# Корчик (село)
Ко́рчик (раніше Кірчик, Красний Корчик, Красний Корець, пол. Korczyk)— село в Україні, у Михайлюцькій сільській громаді Шепетівського району Хмельницької області. Населення села становить 727 осіб (2009; 792 особи в 2007).

## Географія
Корчик розташований на обох берегах річки Корчик, лівої притоки річки Случ (басейн Прип'яті). На невеликій правій притоці збудовано ставок. На південній околиці знаходиться село Романів, на західній — село Хутір. З селом Хутір та з районним центром (через село Романів) з'єднане асфальтованою дорогою.

## Історія
24 листопада 1921 р. через Корчик, вертаючись з Листопадового рейду, проходила Подільська група (командувач Сергій Чорний) Армії Української Народної Республіки.

## Відомі люди
- Караван Віталій Віталійович (1993—2020) — військовослужбовець 56 ОМПБр, Збройних сил України, загинув при виконанні обов'язків, під час війни на сході України.[4]